# Xavier Hommaire de Hell
Ignace Xavier Hommaire de Hell (Altkirch, 24 de noviembre de 1812 - Isfahán, 29 de gosto de 1848), fue un ingeniero, geólogo y geógrafo francés del siglo XIX, conocido por sus viajes por Asia occidental y Rusia meridional que le supusieron ser reconocido en 1839 por el zar Nicolás I con la Orden de San Vladimiro y ser galardonado, en 1844, con la medalla de oro de la Sociedad Geográfica Francesa.

## Biografía

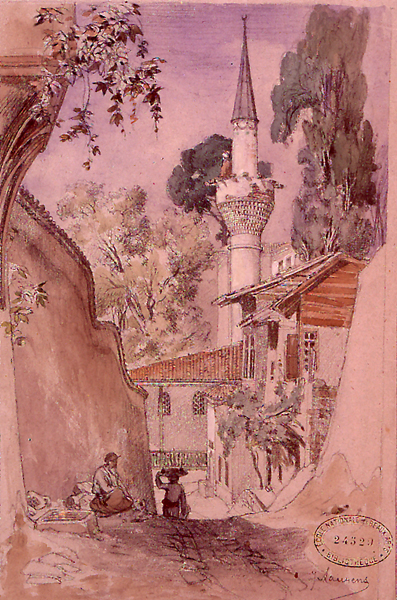
Yenikoy, acuarela del pintor orientalista Jules Laurens (1847), que acompañó a Hommaire de Hell en su última expedición (1846-1848).

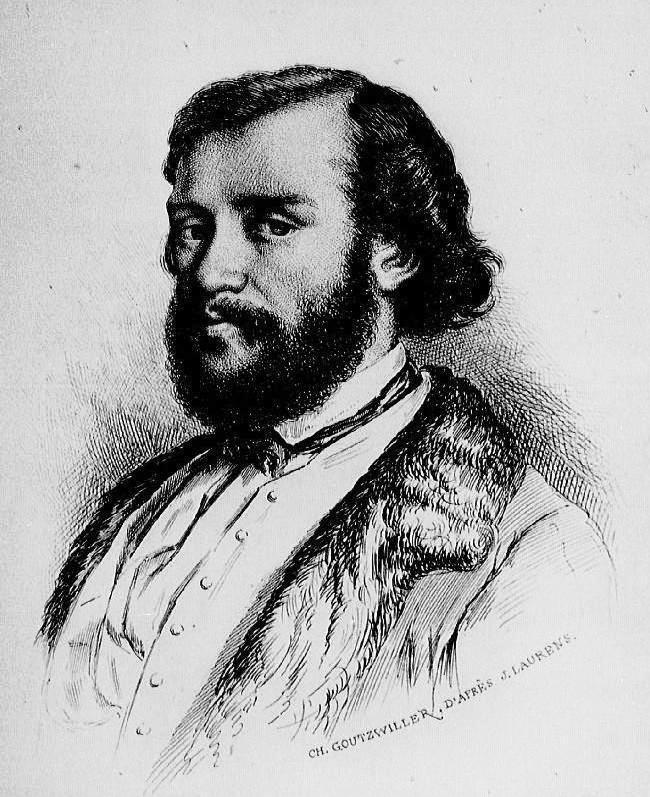
Retrato de Hommaire de Hell de Jules Laurens

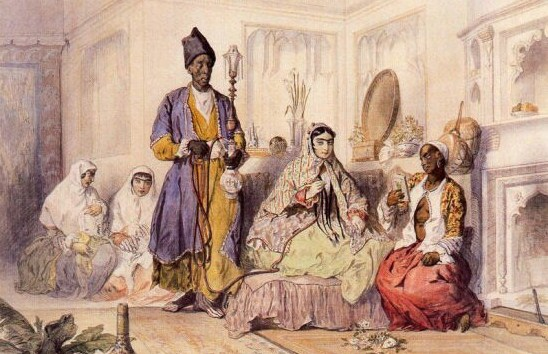
Intérieur d'un harem à Téhéran, acuarela de Jules Laurens (1847).

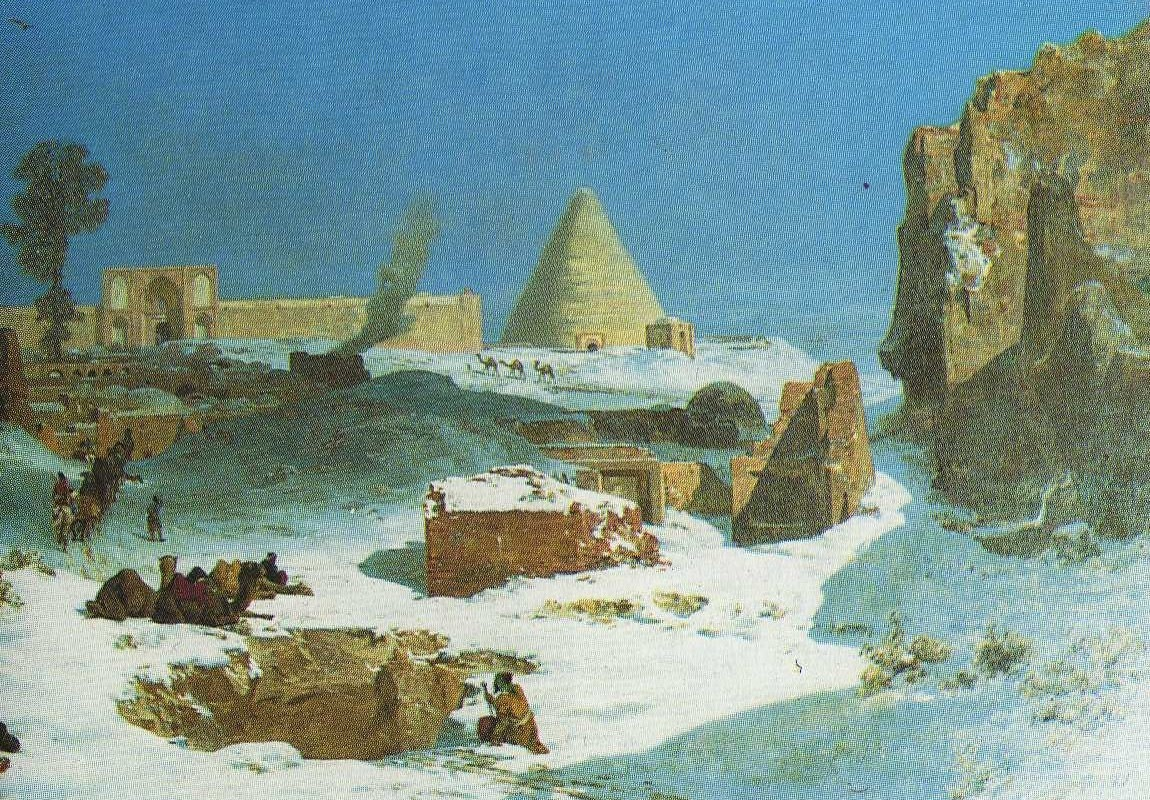
L'hiver en Perse, pintura de Jules Laurens expuesta en el Salón de 1867 (Musée Salies, Bagnères-de-Bigorre).

### Formación y descubrimiento del Oriente
Alumno del colegio de Altkirch y luego del colegio de Dijon, Ignace-Xavier-Morand Hommaire ingresó en la École des mines de Saint-Étienne en 1831, donde se graduó como ingeniero civil en 1833. Fue en Saint-Étienne donde conoció a Adèle Hériot (1819-1883), futura mujer de letras que se convirtió en su esposa en 1834 y que lo acompañará en sus viajes. La pareja tendrá tres hijos.
Primero empleado, a las órdenes del ingeniero jefe Kermaingant, en el estudio del ferrocarril de Lyon al Mediterráneo (1833-1835), aceptó en 1835 entrar al servicio del gobierno del Imperio otomano, para el que diseñará proyectos de obras de ingeniería (puente colgante en Constantinopla, faro sobre el mar Negro) y dirigirá trabajos de prospección minera.
Llegó a Constantinopla en noviembre, después de haber sobrevivido a un naufragio frente a la isla de Cefalonia. Finalmente, poco solicitado por las autoridades turcas, aprovechó su estancia para comenzar a recopilar numerosas notas que le servirían de base para sus viajes posteriores. Continuará manteniendo correspondencia con los funcionarios otomanos hasta el final de su vida, en particular enviando un proyecto para un canal entre el golfo de İzmit y el mar Negro al gran visir Mustafa Reschid Pasha en 1847, y se mostró a favor de una alianza. franco-turca:

¿Cuáles son en definitiva los enemigos que Francia puede tener que temer en caso de una conflagración general? Evidentemente son los rusos en tierra y en el mar, y los ingleses en el mar; en uno y otro caso, ¿qué alianza nos sería más rentable? El simple sentido común indica en primer lugar a Turquía, que puede ofrecernos una flota ya poderosa, los medios para aniquilar el comercio del sur de Rusia y de dar la mano a todas esas poblaciones conquistadas, pero no sometidas, que están impacientes por sacudirse el yugo moscovita. Turquía también nos sería un recurso inmenso contra Inglaterra, poniendo de nuestro lado a las poblaciones mediterráneas, que desean fuertemente una unión seria con Francia.
Quels sont en définitive les ennemis que la France peut avoir à redouter dans le cas d’une conflagration générale ? Évidemment ce sont les Russes sur terre et sur mer, et les Anglais sur mer ; dans l’un ou l’autre cas, quelle alliance nous serait la plus profitable ? Le simple bon sens indique tout d’abord la Turquie, qui peut nous offrir une flotte déjà puissante, les moyens d’anéantir le commerce de la Russie méridionale et de donner la main à toutes ces populations vaincues, mais non soumises, qui sont impatientes de secouer le joug moscovite. La Turquie nous serait également d’une immense ressource contre l’Angleterre, en mettant de notre côté les populations méditerranéennes, qui désirent vivement une union sérieuse avec la France.
Voyage en Turquie et en Perse.

### Expedición a Rusia meridional
En 1838, Xavier Hommaire viajó a la Nueva Rusia donde, a petición del gobernador general de esa región, el conde Vorontsov, se embarcó en un viaje de exploración de Crimea y del Cáucaso, desde Odesa hasta Astracán pasando por Taganrog. Después de haber investigado para Vorontsov la configuración geológica de Crimea, también se interesó por la cuestión de la ruptura del antiguo istmo del Bósforo y por la depresión del del mar Caspio, donde hizo un nuevo viaje hacia 1840.
Habiendo descubierto una mina de hierro a orillas del río Dniéper en 1839, fue condecorado con la Orden de San Vladimiro y nombrado caballero por el emperador Nicolás I de Rusia. Xavier Hommaire agregó luego a su nombre una partícula seguida del apellido de soltera de su madre.
En 1841, entró al servicio del príncipe reinante de Moldavia, Mihail Sturdza, quien le confió la explotación de las minas y de las vías de comunicación. Sin embargo, una enfermedad obligó a Hommaire de Hell a regresar a Francia, donde en 1843 publicó una obra de geografía extraída de sus notas de viaje. La información contenida en los tres volúmenes de esta publicación será aclamada por su valor científico y será utilizada, una década después, por el ejército francés durante la Guerra de Crimea.

### Expedición a Persia
Los trabajos de Hommaire de Hell le valieron la concesión de un premio de la Sociedad Geográfica, su elección entre los miembros de la Academia de Ciencias y la entrega de la Legión de Honor (1845). También despertaron el interés del conde de Salvandy, ministro de Instrucción Pública, quien ofreció al geógrafo financiación pública para la continuación de su investigación y le pidió que investigara la hipótesis de un antiguo mar que habría unido los mares Negro, Caspio y Aral (estos tres mares son efectivamente los restos de un mar que desapareció en el Plioceno y que los científicos del siglo XX bautizarán Paratetis). En un momento en que la Francia de Luis Felipe I buscaba profundizar sus relaciones diplomáticas con Persia, este proyecto de viaje iba acompañado de objetivos políticos y comerciales.
Hommaire de Hell fue así enviado por el gobierno en una misión científica por los mares de Asia Menor y Persia. Acompañado por el pintor Jules Laurens, salió de Francia en mayo de 1846 y pasó por Italia, Moldavia, Anatolia, Armenia, Ponto, Kurdistán y Mesopotamia, antes de llegar a Persia en noviembre de 1847. Mientras recopilaba una gran cantidad de información geográfica, geológica, paleontológica y arqueológica, mantuvo correspondencia con el geólogo Élie de Beaumont para comunicarle sus observaciones. Durante su estancia en Teherán, adonde llegó en febrero de 1848, conoció al embajador francés, el conde de Sartiges, quien le presentó al shah Muhammad Kayar.
Después de varias expediciones a las provincias iraníes (en particular a Mazandaran y Golestan, ribereñas del mar Caspio), Hommaire de Hell estaba el 16 de agosto en Isfahán, en el barrio armenio de Julfa, donde finalmente fue atacado por una fiebre en 29 de agosto de la que falleció. Fue enterrado en el cementerio armenio con una levita azul con su cinta de la Legión de Honor y un medallón de la Virgen. Su diario será editado por su esposa en forma de una gran publicación póstuma en tres volúmenes y un atlas, aparecidos entre 1854 y 1860.

### Obras de Xavier Hommaire de Hell
- Les Steppes de la mer Caspienne, le Caucase, la Crimée et la Russie méridionale [Las Estepas del mar Caspio, el Cáucaso, Crimea y Rusia meridional], París, P. Bertrand, 1843-1845, 3 volúmenes.
- Situation des Russes dans le Caucase [Situación de los rusos en el Cáucaso] (de un artículo publicado en la Revue de l'Orient), París, Rignoux, 1844, 44 p.
- Géographie historique du bassin de la mer Caspienne [Geografía histórica de la cuenca del mar Caspio], Estrasburgo, Berger-Levrault, 1845, 84 p.
- Isthme de Suez, Rapport fait à la Société orientale dans sa séance du 15 avril 1845, sur les différents systèmes de communication à établir entre la Mer Rouge et la Méditerranée [Istmo de Suez, Informe hecho a la Sociedad Oriental en su sesión de 15 de abril de 1845, sobre los diferentes sistemas de comunicación a establecer entre el Mar Rojo y el Mediterráneo], París, Rignoux, 1845, 24 p.
- Voyage en Turquie et en Perse, exécuté par ordre du gouvernement français pendant les années 1846, 1847 et 1848 [Viaje a Turquía y Persia, realizado por orden del gobierno francés durante los años 1846, 1847 y 1848] ((publicación póstuma editada por su viuda, Adèle Hommaire de Hell), París, P. Bertrand, 1854-1860, 3 volúmenes, reeditado en facsímil por Elibron Classic books en 2001.